# Madeleine Cho
Madeleine Cho (en coréen 조 막달레나) est une laïque chrétienne coréenne, martyre et sainte, née vers 1807 à Séoul en Corée, morte en septembre ou octobre 1839 à Séoul.
Reconnue martyre et béatifiée en 1925 par Pie XI, elle est solennellement canonisée à Séoul par le pape Jean-Paul II le 6 mai 1984 avec les autres martyrs de Corée. 
Sainte Madeleine Cho est fêtée le 26 septembre et le 20 septembre.

## Biographie
Madeleine Cho naît en 1806 ou 1807 à Séoul, en Corée,. Elle est la fille de Catherine Yi, catholique et future martyre, qui a converti son mari. 
Madeleine est la plus fervente de la fratrie. Elle se lève plus tôt chaque matin pour prier, et aide sa mère en cousant et en tissant. Quand elle a 18 ans, sa mère veut la marier avec un catholique, mais elle ne veut pas, et insiste pour rester vierge pour le Christ.
Le célibat étant mal considéré et suspect, elle part pour éviter les soupçons de sa famille et d'autres personnes. Elle devient servante dans une famille catholique. Le travail rude et le peu de nourriture la rendent malade. Une fois rétablie, elle va dans une autre famille où le travail est plus facile. Elle envoie à sa mère l'argent qu'elle gagne.
À plus de 30 ans, elle retourne chez sa mère, pensant qu'elle ne serait plus inquiétée pour se marier. Elle enseigne aux catéchumènes illettrés, prend soin des malades et baptise des enfants menacés de mort. Elle est réputée douce, humble et désintéressée. Elle se réserve le travail le plus pénible, laissant le travail moins difficile aux autres.
Madeleine Cho est arrêtée fin juin ou début juillet 1839, en même temps que sa mère et d'autres femmes de leur entourage. Elle refuse de renier sa foi, et est sévèrement torturée. Elle est malade pendant deux mois, comme sa mère, et meurt de maladie fin septembre ou début octobre 1839, ou bien décapitée en septembre 1839.

## Canonisation
Madeleine Cho est reconnue martyre par décret du Saint-Siège le 9 mai 1925 et ainsi proclamée vénérable. Elle est béatifiée (proclamée bienheureuse) le 6 juin suivant par le pape Pie XI.
Elle est canonisée (proclamée sainte) par le pape Jean-Paul II le 6 mai 1984 à Séoul en même temps que les autres martyrs de Corée,. 
Sainte Madeleine Cho est fêtée le 26 septembre à titre individuel, et le 20 septembre, qui est la date commune de célébration des martyrs de Corée.